# 拉薩格拉天文台
拉薩格拉天文台（Observatorio Astronómico de La Sagra，OLS，天文台編號：J75）為位於西班牙格拉納達省的一座天文台。天文台內配有四支自動望遠鏡，由馬略卡天文台內的科學家進行遠隔操作。

## 外部連結
- Collados de la Sagra Web site
- Minor Planets.org （页面存档备份，存于）

37°59′12″N 2°31′56″W / 37.98667°N 2.53222°W